# 元沢伸夫
元沢 伸夫（もとざわ のぶお、1976年11月26日 - ）は、日本の実業家。株式会社DeNA川崎ブレイブサンダース代表取締役社長。

## 経歴
千葉県松戸市出身。
立教大学経済学部経営学科卒業後、経営コンサルティング会社勤務を経て、2006年ディー・エヌ・エーに入社し、社長室にて新規事業の立上げなどに従事し、ビジネス開発部部長、HR本部人事部キャリア採用マネージャー、ゲーム事業における中国韓国展開のプロジェクトリーダーなどを歴任。
2014年、横浜DeNAベイスターズに出向、執行役員事業本部本部長などを歴任。
2018年1月、DeNA川崎ブレイブサンダース代表取締役社長に就任。